# Три любви
«Три любви» (яп. 三つの愛, мицу-но аи; англ. Three Loves) — японский чёрно-белый фильм-драма режиссёра Масаки Кобаяси, вышедший на экран в 1954 году. Это первая кинолента режиссёра Кобаяси, к которой он сам написал сценарий. После того, как снятый годом ранее проблемный фильм Кобаяси «За толстой стеной» не был разрешён к выпуску на экран (из-за антиамериканской направленности эта кинолента была выпущена в прокат только в конце 1956 года), режиссёр обратился к более компромиссному материалу на основе традиционных ценностей. Он снял этот фильм, наполненный христианскими мотивами, рассказав о трёх типах расстроенных любовных отношений — романтических, духовных и семейных. Романтическая любовь в фильме показана через непростые взаимоотношения молодой пары Митико и Нобуюки. Духовная любовь представлена через отношения окружающих к больному аутизмом мальчику по имени Хэйта. Семейная любовь — через взаимоотношения между подростком Икудзиро и его родителями.

## Сюжет
Подросток Икудзиро едет в город на повозке, запряжённой ослом. Он играет на флейте, которая привлекает внимание странного мальчика. Этот мальчик говорит всем, что он «бабочка». Мать Икудзиро после смерти мужа не в состоянии прокормить большую семью и решила отдать сына богатому человеку, который пообещал усыновить мальчугана и отправить учиться в школу. Но вскоре до матери доходят известия, что с её сыном плохо обращаются приёмные родители и она забирает ребёнка домой... Но и в родительском доме Икудзиро сталкивается с ещё большими проблемами и вскоре убегает назад, хотя ребёнок продолжает страдать.
Вместе с ними на этой же повозке в сельскую глушь приехали двое влюблённых, Митико и Нобуюки. Митико серьёзно больна и в интересах её здоровья молодые люди решили переехать из города на лоно природы. Митико получила предложение учительствовать в местной школе, а Нобуюки — художник и он планирует заняться здесь живописью, которую давно забросил из-за болезни возлюбленной. Однако, не всё складывается так, как этого бы хотелось влюблённой паре и Нобуюки став мрачным и подавленным поначалу отказывается от своей любви и уезжает в город, но в конце концов возвращается, понимая, что некоторые вещи важнее гордости и старомодных представлений о болезни близкого человека.
В поселении есть небольшая церковь, которую возглавил отец Ясуги, появившийся в этой местности в числе репатриированных с полей войны. Он стал священником после того, как узнал об измене жены. Вместе с ним в эту глушь приехал его старый друг, профессор Сюхэй Тити с семьёй. Профессор — отец того самого странного «мальчика-бабочки» по имени Хэйта, больного аутизмом. Отец Ясуги опекает Хэйту, привязываются к нему и учительница Митико, а также его сверстник Икудзиро. Даже учитывая неортодоксальные отношения Хэйты с окружающей его средой, в которой он чувствует себя в большей степени птицей или бабочкой, нежели человеком, всё же он испытывает к себе больше тепла и заботы от окружающих его людей, а не прямой враждебности.
Это рассказ о трёх видах любви — романтической, духовной и семейной. Три очень разных истории любви — о том, как дети отдаляются от своих родителей, возлюбленные отстраняются от жестоких поворотов судьбы, а любовь к Богу остро и незримо ощущается теми, кто находит убежище в церкви.

## В ролях
- Сёдзи Мори — Хэйта Сима
- Исао Ямагата — отец Хэйты
- Исудзу Ямада — мать Хэйты
- Юноскэ Ито — отец Ясуги, священник
- Ко Мисима — Нобуюки Нисида, художник
- Кэйко Киси — Митико Сатоми, учительница
- Итиро Хосоя — Икудзиро Накагава
- Юко Мотидзуки — Фуми, мать Икудзиро
- Кэнъитиро Кавагути — Исао Отоото
- Эйтаро Синдо — Кодзо Мацуда
- Мицуко Сакура — Койко
- Томио Аоки — Тадакити
- Синъити Химори — Барики
- Исао Суэнага — школьный учитель
- Тиёко Фумия — Матико

## Премьеры
- — национальная премьера фильма состоялась 25 августа 1954 года[1].